# Ноначо
Езерото Ноначо (на английски: Nonacho Lake) е 8-ото по големина езеро в Северозападните територии на Канада. Площта му, заедно с островите в него е 784 км2, която му отрежда 51-тво място сред езерата на Канада. Площта само на водното огледало без островите е 698 км2. Надморската височина на водата е 354 м.
Езерото се намира в югоизточната част на Северозападните територии на Канада, на около 70 км югоизточно от залива Кристи на Голямото Робско езеро. Ноначо се състои от два дълги и тесни ръкава, североизточен (90 км) и източен (115 км), съединяващи се в югозападната част в езерно разширение.
Ноначо има силно разчленена брегова линия, особено в югозападна част с множество заливи, полуострови, канали и острови с площ от 86 км2. Най-голям остров Етенгане.
От изток в източния ръкав се влива река Талтсън, която изтича от югозападния ъгъл на езеро и след като премине още през няколко езера се влива от югоизток в Голямото Робско езеро.
По бреговете на езерото няма постоянни селища, но през краткия летен сезон и посещавано от стотици любители на лова и риболова.